# Batalha do Avaí (Pedro Américo)
Batalha do Avaí é uma pintura a óleo realizada por Pedro Américo de Figueiredo e Melo (Areia, 29 de Abril de 1843 - Florença, 7 de Outubro de 1905), em Florença, na Itália. A obra foi pintada entre os anos de 1872 e 1877, quando Américo tinha cerca de 29 anos, e retrata a Guerra do Paraguai, travada entre brasileiros, argentinos e uruguaios, os quais lutavam lado a lado contra o exército paraguaio. O artista buscou trazer para a tela o drama vivenciado pelos brasileiros que perderam familiares e amigos ou que lutaram na Guerra. Logo após ser finalizado, em Florença, o quadro desembarcou no Rio de Janeiro, em junho de 1877.

## Contexto da obra
A obra retrata a Batalha de Avaí, travada junto ao arroio de mesmo nome (em território paraguaio) em 11 de dezembro de 1868 durante a Guerra do Paraguai, também conhecida como Guerra da Tríplice Aliança (entre as forças da Tríplice Aliança e as do Paraguai). A batalha foi travada na fase do conflito chamada de Dezembrada, entre as quais também encontram-se as batalhas de Itororó, Lomas Valentinas e Angostura, o que corresponde ao momento no qual as tropas brasileiras aniquilaram o exército paraguaio às margens do Rio Avahy, no Paraguai. Além disso, a obra em si aponta um momento de suma importância para a conclusão da batalha, representando, ao mesmo tempo, o auge e o declínio do Império Brasileiro.
Foi um dos combates travados na fase do conflito denominada como Dezembrada, quando se registrou uma série de vitórias obtidas por Duque de Caxias naquele mês, ao evoluir em direção ao Sul para tomar Piquissiri pela retaguarda, a saber: batalhas de Itororó, Avaí, Lomas Valentinas e Angostura. Além da presença de Caxias, General Osório também participou da batalha.
A Guerra do Paraguai (1864-1870) representou o maior conflito militar da história brasileira, contrapondo a Tríplice Aliança - composta por Brasil, Argentina e Uruguai - ao Paraguai. Os envolvidos não acreditavam que o embate fosse durar por tanto tempo e as estruturas internas dos quatro países saíram abaladas da Guerra. O início foi marcado, em dezembro de 1864, pela invasão do Paraguai ao território brasileiro, por decorrência de questões envolvendo comércio exterior e fronteiras, encerrando-se cerca de cinco anos depois, em março de 1870, com a morte do chefe do Estado paraguaio: Solano López.
Antes da Guerra o Paraguai buscava desenvolver-se economicamente de maneira independente, fechando seu mercado ao exterior e não havendo nenhuma dívida decorrente de empréstimos internacionais. Já os países da Tríplice adentraram o conflito com dívidas externas decorrentes de empréstimos externos. No entanto, em 1871, por consequência da Guerra, os quatro países encontraram-se endividados e o Paraguai foi obrigado a abrir seu mercado para conseguir sobreviver.
Como resultado final da Guerra, o Paraguai foi quase destruído por completo, sendo obrigado a abrir seu mercado, beneficiando principalmente os britânicos, que conseguiram não apenas entrar nesse mercado, mas também controlar economicamente os vitoriosos do conflito - a Tríplice Aliança. Além disso, Brasil e Argentina ficaram com grande parte do território paraguaio. Já o Uruguai, deixou o conflito sem ganhar nada. Além disso, o Império Brasileiro entrou em declínio por consequência da elevada dívida externa e do grande número de mortos resultantes da Guerra. Ao mesmo tempo, o Partido Republicano foi fundado.
Ao fim, o Paraguai perdeu grande parte de suas indústrias e de seu território - 140 mil quilômetros quadrados - além de parte da sua população - 200 mil pessoas. Com essas perdas o Brasil beneficiou-se, incorporando boa parte desse território e garantindo sua liderança na região platina, principalmente devido às relações fluviais estabelecidas com o sul do Estado do Mato Grosso. No entanto, a guerra trouxe muitas consequências: segundo fontes oficiais 23 917 pessoas morreram, no entanto, outras pesquisas apontam que esse número chega a 100 mil pessoas na realidade. O Brasil terminou o conflito com uma alta dívida externa com os ingleses, uma vez que realizou diversos empréstimos com o banco britânico, por consequência a inflação do país cresceu muito.
A Pintura de Pedro Américo cumpre a função ilustrativa de uma das batalhas ocorridas durante a guerra: A Batalha do Avaí.

## Encomenda da Obra
A obra foi uma encomenda do Estado monárquico brasileiro, que buscava enaltecer seus feitos e construir uma identidade nacional, de início, ao pintor foi encomendada uma tela que retratasse a Batalha dos Guararapes, conflito que ocorreu em Pernambuco, entre 1648 e 1649, entre o exército Holandês e os apoiadores do Império Português no Morro dos Guararapes. No entanto, Pedro Américo preferiu representar um tema mais contemporâneo, escolhendo retratar a Batalha do Avaí, sendo a Batalha dos Guararapes pintada por Victor Meirelles.
Ao aceitar realizar “A batalha do Avaí”, o pintor definiu que o valor da obra só seria estipulado depois que essa estivesse concluída para que fosse avaliada por especialistas. Ao fim da pintura os professores da Academia de Belas Artes de Florença a avaliaram em 115 mil contos de réis, no entanto Américo recebeu apenas 53 mil contos de réis do Império. Durante a exibição da obra em Florença, o pintor pediu a D. Pedro II que lhe concedesse uma parte do dinheiro da tela para que pudesse realizar uma exposição em Paris, no entanto o Imperador respondeu que quando estava viajando não era um monarca e nada podia fazer. Pedro Américo recebeu o dinheiro com dois anos de atraso, com pagamento efetuado através de cinco parcelas. Todavia, é válido observar que "A Batalha do Avaí'" somente teve a sua conclusão e posterior exposição após sete anos do fim da Guerra do Paraguai, logo, quando começou a ser exposto o contexto político já havia se alterado, "era de questionamento das vantagens e desvantagens do conflito para o Brasil".

## Descrição e análises
As dimensões da tela são monumentais e Pedro Américo não economizou tintas e projeção ao executar a obra “Batalha do Avaí”, buscando atender às expectativas do Estado monárquico brasileiro. Sua arte foi feita para impressionar e impactar com a semelhança do real. Assim, "A Batalha do Avahy não é um simples quadro. É a própria guerra sobrecarregada de todos seus horrores".
A guerra do Paraguai foi o ápice e o inicio do declínio do Império, fato pelo qual muitos pintores da época sumiram após esse período. No entanto, Pedro Américo continuou sendo um pintor republicano, o que faz com que “Batalha do Avaí” possa ser entendida como republicana também, sendo ambivalente; uma vez que o quadro foi apenas pintado e exposto sete anos após o fim da guerra, quando o conflito já era questionado em relação as suas vantagens e desvantagens para o Brasil.
A obra foi produzida em uma época na qual a pintura histórica auxiliava a construção de uma identidade nacional, por isso é realista e impactante, pretende contar uma história de fato. Suas pinceladas acentuadas e exageradas nos movimentos, com detalhes realistas, podem ser influência das fotos de Muybridge, um fotógrafo inglês pioneiro nos estudos de movimentos e projeções. Ao realizar a obra em Florença, teve acesso às informações escritas e fotos estáticas de Muybridge, auxiliando-o e inspirando-o na composição dos movimentos hiper-realistas em “Batalha do Avaí”.
O fato de a tela ter sido feito sob encomenda fica evidente em diversas cenas. O exército brasileiro é sempre retratado como a imagem da civilização ocidental, por outro lado, o exército paraguaio é uma clara representação da barbárie. Os brasileiros se vestem com fardas militares, enquanto os paraguaios encontram-se descalços e com os torsos nus, sendo que em telas paraguaias, seus soldados nunca aparecem seminus.

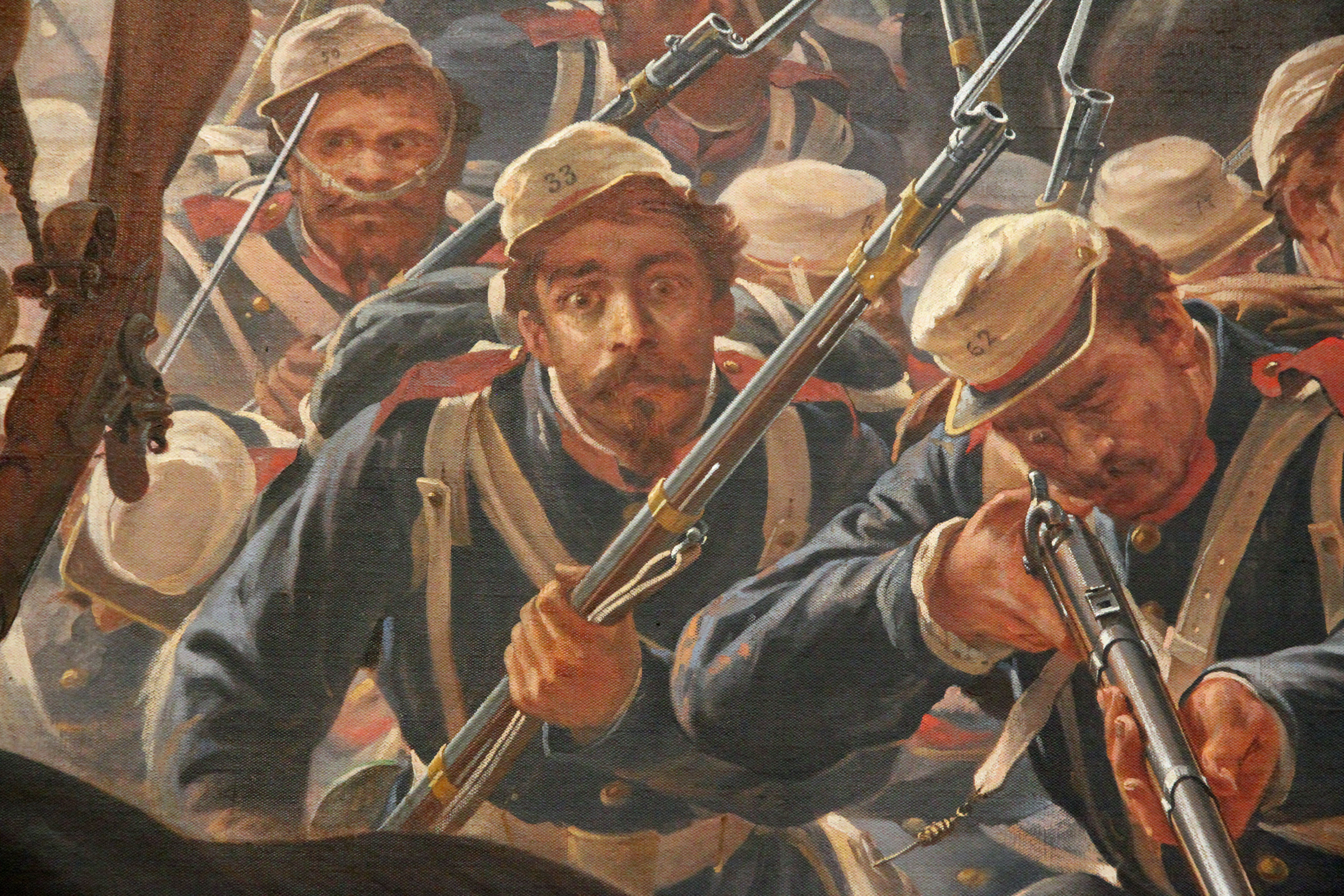
Autorretrato de Pedro Américo na Batalha do Avaí

Ainda assim, Américo apresenta cenas com as quais o Estado não estaria de acordo, demonstrando seu próprio lado republicano na pintura. A forte presença dos negros é o ponto onde o pintor coloca com mais clareza sua oposição ao Estado, uma vez que o Império buscava esconder qualquer aspecto que os associasse à escravidão. Tal presença na obra apresenta um caráter igualitário em relação aos brancos, sendo possível ver o próprio Pedro Américo representado na obra, lutando lado a lado com os soldados negros.

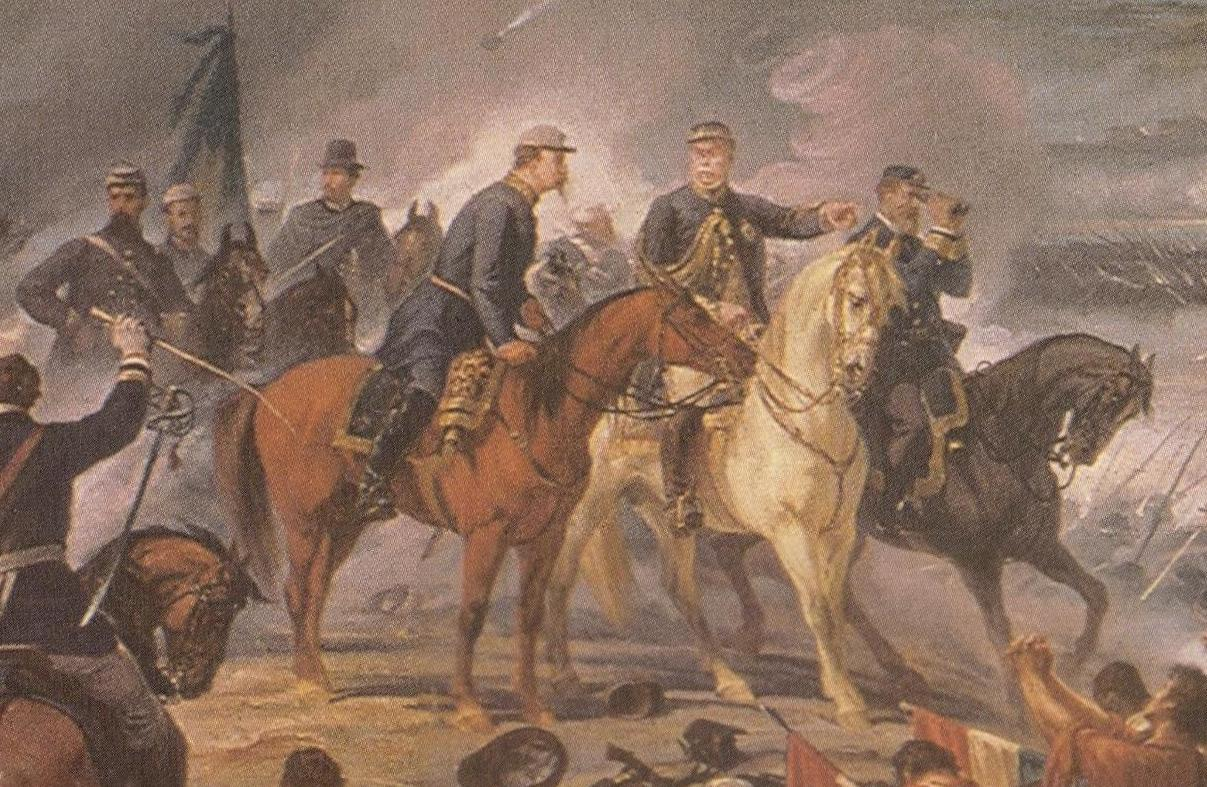
Detalhe do quadro: o Duque de Caxias.

No ponto mais elevado da obra encontra-se o Estado brasileiro, de onde é possível enxergar a batalha com clareza. Nesse local, as luzes da tela incidem com maior força, dando destaque a esse espaço. À frente do Estado, apontando o braço para o centro do conflito, encontra-se o Duque de Caxias montado em seu cavalo branco. Sua farda está desabotoada, fato que causou muitas críticas negativas ao pintor, o próprio Duque, ao ver a obra, o Duque irritou-se, indagando: "Desejava saber onde o pintor me viu de farda desabotoada; nem no meu quarto!”. Américo afirmou que seu objetivo era evidenciar que em meio à guerra não existe decoro.
A bandeira do Brasil aparece rasgada, expondo os desgastes causados pela batalha. Os cavalos são o único sinal de ordem da cena, aparecendo organizados em fila por cor. Os outros elementos da tela apresentam o oposto de ordem, inclusive o céu, que aparenta ser um redemoinho. A cena é escura, representando o caos e os horrores da guerra. No primeiro plano os personagens estão em uma escala quase real, definidos pela cor cinza, já ao fundo ficam cada vez menores, até que se tornam apenas pinceladas da cor creme.
Ao contrário de muitos pintores que realizaram pinturas das batalhas da Guerra do Paraguai, Américo não foi até o local onde ocorreu o conflito, a obra foi realizada e desenvolvida inteiramente em Florença, na Itália, o que só foi possível com o auxílio do Duque de Caxias. O pintor manteve-se em contato com o Duque por correio, o qual enviava cartas com seus relatos da guerra e documentos, além de uniformes militares para ajudar na construção fiel da obra. Apesar do realismo contido na obra, alguns aspectos da Batalha não são verossímeis, como o fato de o exército brasileiro estar intacto e seco, sendo que chovia torrencialmente.
Todas as técnicas que o pintor aprendeu na Academia de Belas Artes encontram-se na obra, principalmente no que diz respeito à concepção de figuras. A composição dos cavalos demonstra seus conhecimentos de perspectiva e desenho, já a maneira como os homens estão representados demonstra seus estudos da anatomia.

## Recepção da obra
“Batalha do Avaí” foi considerada uma obra de mau gosto acadêmico pela critica durante todo o século XX. Alegavam que Pedro Américo era conservador e seguia demais as regras ultrapassadas da academia, apenas por não seguir a corrente da época, quando na verdade estava à frente de seu tempo.
O pintor também chegou a ser acusado de plágio por causa do cavalo do Duque de Caxias. Críticos afirmavam que era uma cópia do animal encontrado no quadro “Napoleão em Arcole”, do pintor italiano Andrea Appiani. Se a obra foi de fato copiada, isso nunca foi provado. Apesar de existirem aspectos semelhantes, todos os artistas acadêmicos da época seguiam um certo padrão e modelo. O caso atraiu muita atenção da imprensa na época, gerando a "Questão artística de 1879", levando Pedro Américo a escrever o "Discurso Sobre o Plágio", no qual afirmou que inventar novas formas não era o mais importante na arte, mas sim continuar aperfeiçoando as técnicas já existentes.

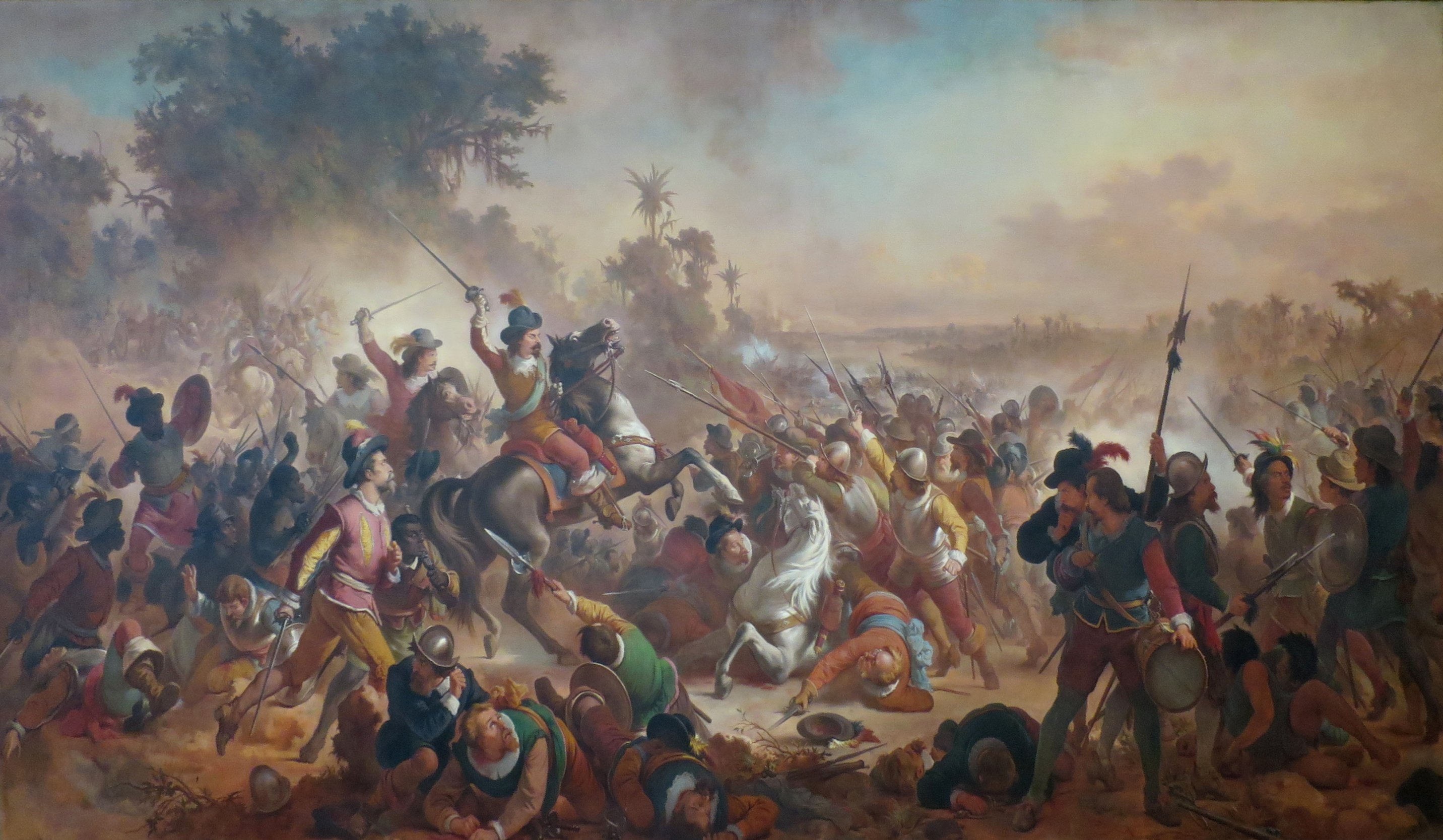
Batalha dos Guararapes, de Victor Meirelles.

Ao ser exposta pela primeira vez, no Salão de 1879, a obra “Batalha do Avaí” destacou-se, ao lado de “Batalha dos Guararapes”, de Victor Meirelles. Estando lado a lado as comparações entre elas eram inevitáveis. Ambas foram muito polêmicas, sendo acusadas de não representar fielmente a história ou de idealizar os acontecimentos, uma vez que no meio acadêmico a precisão histórica passara a ser exigida com rigor.
A obra de Pedro Américo enfrentou resistência por sua “falta de unidade”, enquanto a de Meirelles era criticada por não possuir o tom necessário de uma batalha. No entanto, as críticas a Américo não eram apenas negativas, como aponta o texto publicado na Revista Illustrada, em 5 de abril de 1879: “Continua aberta a exposição de belas artes, sendo as “Batalhas do Avaí” e “Guararapes” os dois quadros para os quais se voltam todas as atenções. Ao lado, quase sempre, um do outro, (...) formam um verdadeiro contraste. Enquanto o quadro do Sr. Victor impressiona pela falta de ação, pela paralisia de quase todos os personagens, na “Batalha do Avaí” tudo se move, tudo tem vida, todos se batem”.
A violência, poder ser percebida pelo movimento que faz a fumaça do armamento, que ascende do solo e forma um movimento circular no céu, como bem diz o pesquisador Jorge Coli: "Avahy se quer, evidentemente, mais do que ilustração de uma batalha. A tela encarna a guerra, os homens desvairados na luta. Ela o faz por um caráter paroxístico. Ao invés de esvaziar, a obra satura a grande superfície de excessos furiosos, dos quais participa toda a natureza, num imenso redemoinho, cujo vórtice é uma estreita abertura para o horizonte. De uma maneira surpreendente, o fluxo desmedido termina por neutralizar o herói. Na peleja violenta, tudo se mistura, tudo é arrebatado pela mesma correnteza. Nada da grande tradição presente no século XIX, quando os quadros guerreiros se organizam para sublinhar os feitos dos protagonistas".
O espectador, ao olhar para as duas pinturas, sentia-se transportado para os eventos os quais representavam. Além de se tratar de obras grandes quanto às suas dimensões, abordavam os temas com expressividade e agressividade, retratando momentos marcantes da história militar brasileira.
No entanto, ao contrário da maior parte das críticas que Américo recebeu no Brasil, na Europa a obra foi vista como uma inovação dentro de um gênero já considerado antigo.

## Pedro Américo

Pedro Américo.

Pedro Américo Figueiredo e Melo (Areia - Paraíba, 29 de abril de 1843 — Florença, 7 de outubro de 1905) foi um poeta, romancista, filósofo, político, professor e pintor brasileiro. Era um dos seis filhos de Daniel Eduardo de Figueiredo e Feliciana Crime.
O marco de sua vida artística ocorreu em 1852, quando Pedro Américo conheceu Louis Jacques Brunet, um naturalista francês que foi a Areia para estudar o solo da Paraíba. Encantado com o menino, levou-o como desenhista em sua expedição, por dois anos, passando pela Paraíba, Pernambuco, Ceará, Rio Grande do Norte e Piauí. Preocupado com o desenvolvimento de seu talento e sua educação, o francês enviou dois desenhos feitos por Américo ao Presidente da Província, junto a uma carta que pedia que o Governo ficasse encarregado de sua educação. O Presidente da Província interessou-se pela causa, encaminhando o menino para a Corte. Com apenas 11 anos de idade, em 1853, mudou-se da Paraíba para o Rio de Janeiro, onde foi matriculado no Colégio Pedro II. Em uma visita do Imperador ao seu colégio, Américo fez um desenho desse sentado na escada e lendo um livro, tal desenho foi levado ao próprio Imperador, o qual matriculou o jovem na Academia Imperial Belas Artes em 1856, esse concluiu o curso em apenas dois anos.
Aos 15 anos de idade, em 1858, pediu ao Imperador que o concedesse uma bolsa de estudos na Europa, buscando aperfeiçoar sua pintura. Na época disse: "agora tenho os conhecimentos que para a Pintura poderia receber da dita Academia, para prosseguir na minha carreira indispensável é uma viagem à Europa, e como a Academia não me pode facultar os meios necessários para esta viagem, por ter ela preenchido o número de pensionistas, venho confiado na extrema bondade de Vossa Majestade Imperial solicitar a graça de me mandar particularmente acabar meus estudos na Europa, impondo-me qualquer condição que será por mim aceita". Com a bolsa concedida pelo Imperador, partiu em direção a Paris para estudar na École National Superiéure des Beaux-Art (Escola Nacional Superior de Belas Artes), estudando com Jean-Auguste-Dominique Ingres (1780 - 1867), Hippolyte Flandrin (1809 - 1864) e Carle Vernet (1789 - 1863).
Durante sua formação na França realizou diversas obras, recebendo um prêmio por seu estudo da figura humana. Ao fim do curso, em 1864, realizou A Carioca, quadro pelo qual recebeu a medalha de ouro na Exposição Geral de 1866. Ao fim de seus estudos retorna ao Brasil para ocupar a Cadeira de Desenho Figurado na Academia Imperial Belas Artes. Ocupou esse cargo no período de 1865 a 1890, pedindo transferência para a Cadeira de História da Arte, Estética e Arqueologia. Por pedir inúmeras licenças da Academia, afastou-se definitivamente no ano de 1890.
Ao se aposentar da Academia, em 1890, mudou-se para Florença, local onde já havia realizado a exposição da Batalha do Avaí, encomendada pelo Ministério do Exército, em 1877. A obra foi exposta novamente na Exposição Geral de Belas Artes, em 1879, ao lado de Batalha dos Guararapes, de Victor Meirelles.